# Nenngröße N

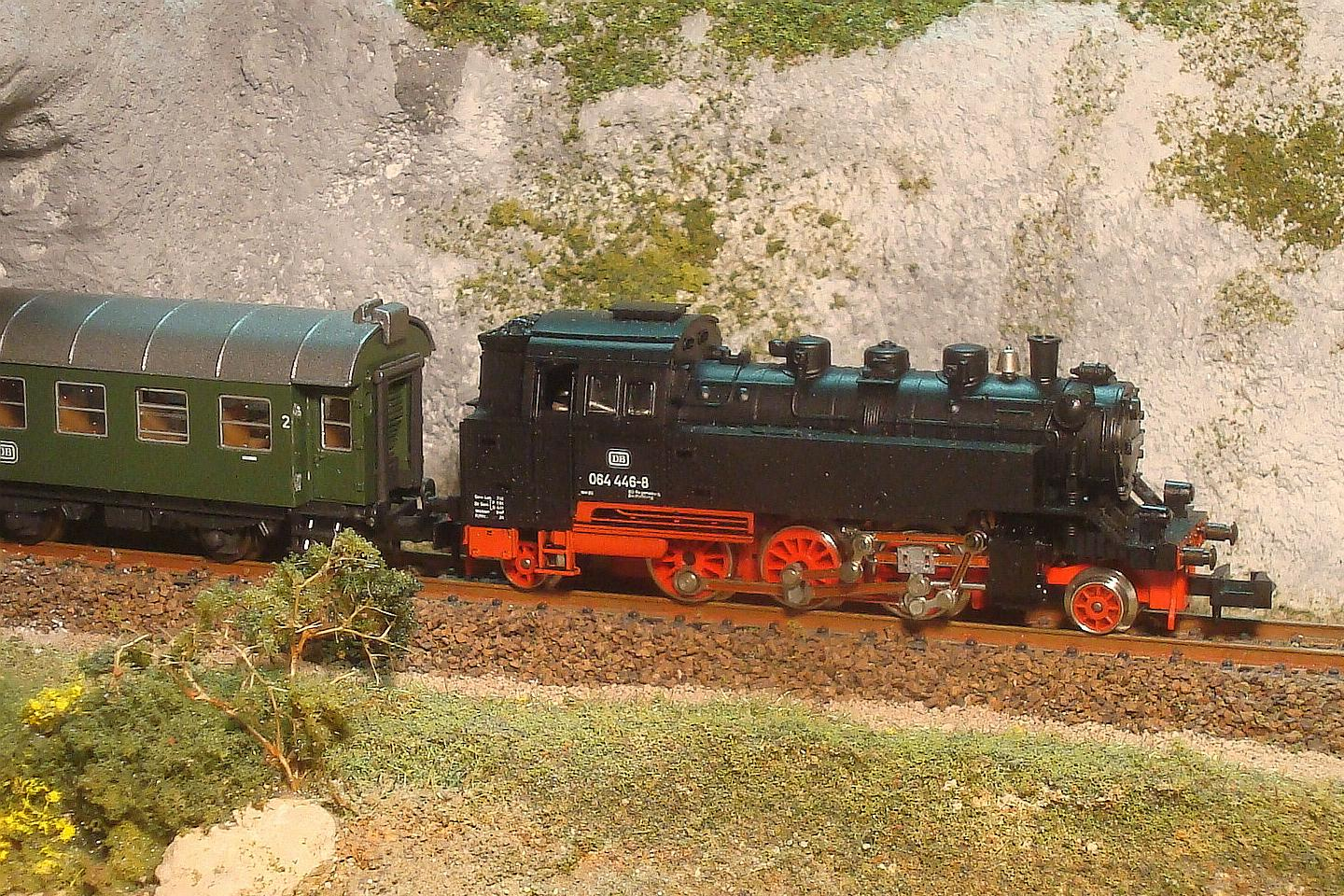
Ausschnitt aus einem Diorama in der Spur N im Januar 2011. Modell einer Dampflokomotive der Baureihe 64 von Minitrix und eines Umbau-Wagens B3yg der DB von Roco.

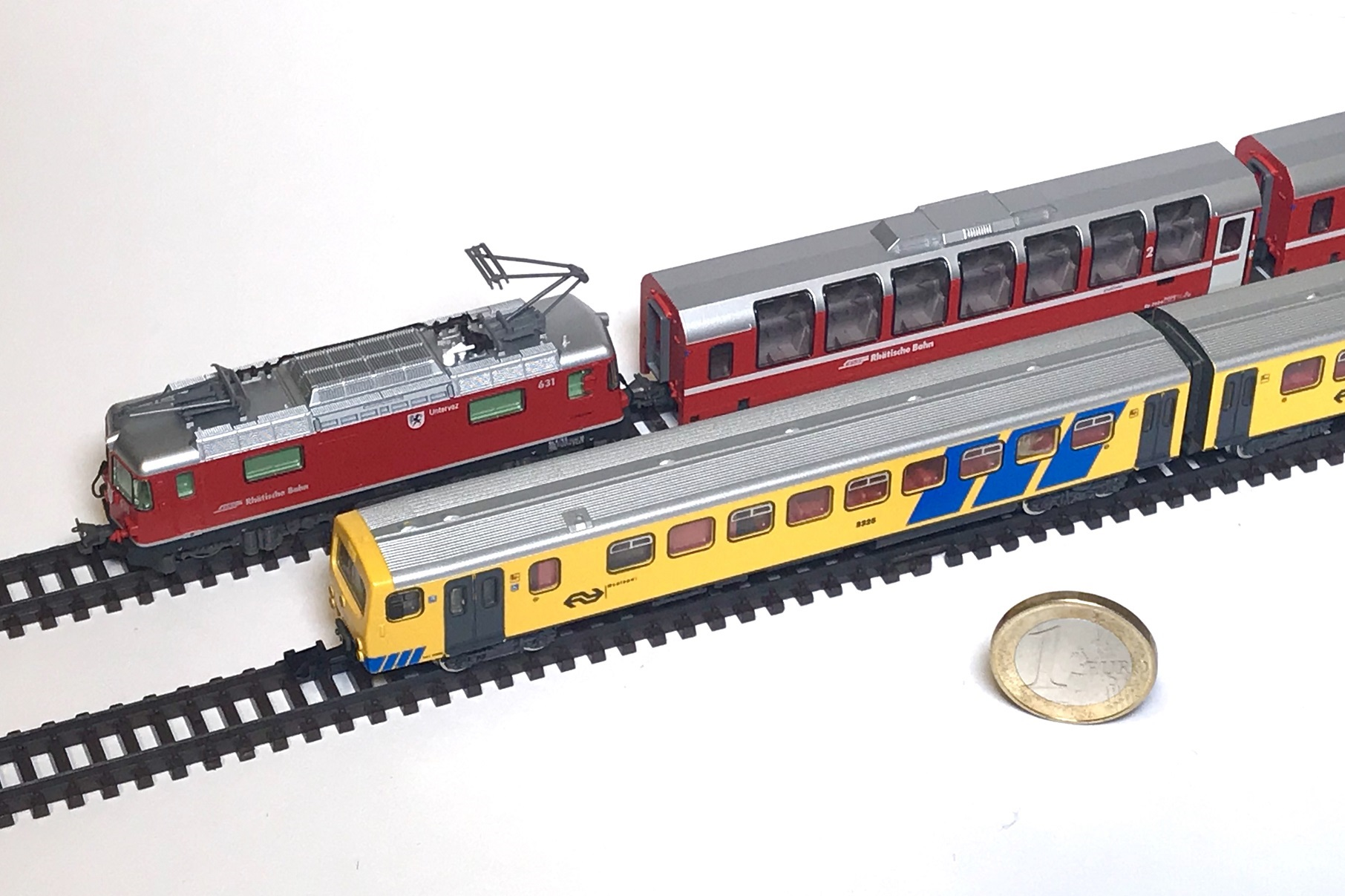
NS DH2 im Maßstab 1:160 und Kato Bernina Express im Maßstab 1:150, beide in der Nenngröße N, auf Gleisen der Spur N, mit einer Modellspurweite von 9 mm, im Größenvergleich mit einer Euro-Münze.

Die Nenngröße N ist eine Baugröße für Modelleisenbahnen. Sie ist seit Ende der 1920er Jahre in Großbritannien auch unter dem Begriff 2 mm Scale bekannt oder seit Mitte der 1960er Jahre als British N Gauge. Die Anfang der 1960er Jahre entstandene Nenngröße N hat infolge geschichtlich und regional unterschiedlicher Entwicklung der Normung unterschiedliche Maßstäbe: In Kontinentaleuropa und in Nordamerika 1:160, in Großbritannien 1:152,4 („2 mm Scale“) oder 1:148 („2¹/₁₆ mm Scale“, British N Gauge) und in Japan 1:150.
In der Nenngröße N wird in Europa und Nordamerika beispielsweise die Normalspur mit einer Vorbild-Spurweite von 1435 mm mit einer Modell-Spurweite von 9 mm wiedergegeben und wird als Spur N bezeichnet. In Japan aber wird die Kapspur mit einer Vorbild-Spurweite von 1067 mm mit einer Modell-Spurweite von 9 mm wiedergegeben und als Spur N bezeichnet.
Der groß geschriebene Buchstaben N in der Bezeichnung der Nenngröße steht für die in vielen Sprachen mit N beginnend geschriebene Zahl Neun der Modell-Spurweite der Normalspur von 9 mm. Die Nenngröße befindet sich bezüglich der Baugröße zwischen der Nenngröße Z mit einem Maßstab von 1:220 und der Nenngröße TT mit einem Maßstab von 1:120. Sie ist damit etwa halb so groß wie die weit verbreitete Nenngröße H0 mit dem Maßstab von 1:87.

## Geschichte

### Ära der britischen Modellbauer
1923, im selben Jahr, in dem die durch die Herren Bassett-Lowke und Bing initiierte, bei der Firma Bing in Deutschland hergestellte elektrische Spielzeugeisenbahn in der halben Größe der Spur 0 unter dem Markennamen Bing Table Railway mit einer Modell-Spurweite von 16 mm am Markt erschien, baute H. B. Whall aus Kew, einem Vorort von London in Großbritannien, eine elektrisch betriebene Modelleisenbahn in der Nenngröße 000 (“2 mm Scale”), im Maßstab 1:152,4, die die Normalspur mit einer Modell-Spurweite von 9,2 mm wiedergibt.
Der Engländer A. R. Walkley baut 1927 eine elektrisch betriebene Modelleisenbahn im Maßstab 1:152,4 mit einer Spurweite von 8,5 mm.
1928 baut J. J. Langridge aus Twickenham, einem Stadtteil von London, eine funktionsfähige Lokomotive im 2 mm Scale und gewinnt an der Wimbledon Model Railway Club's Exhibition eine Silbermedaille. Die Lokomotive ist mit Stand 2025 erhalten geblieben. Bei der Vorbild-Lokomotive handelt es sich um eine London and South Western Railway (LSWR) B4 classe 0-4-0T Tenderlokomotive nach einem Entwurf von William Adams.

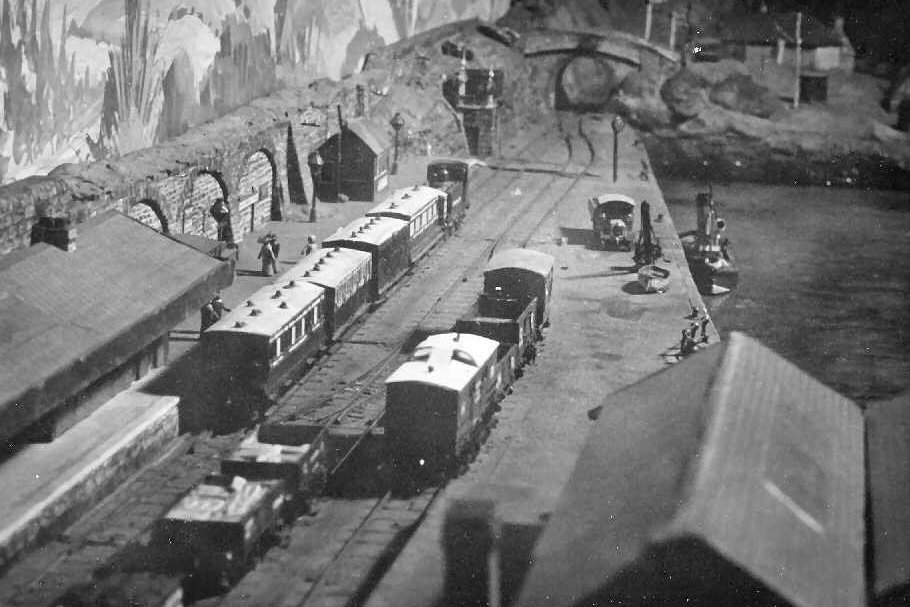
Ausschnitt der 2-mm-scale-Modelleisenbahn-Anlage Inversnecky and Drambule Railway, erbaut 1946–1953

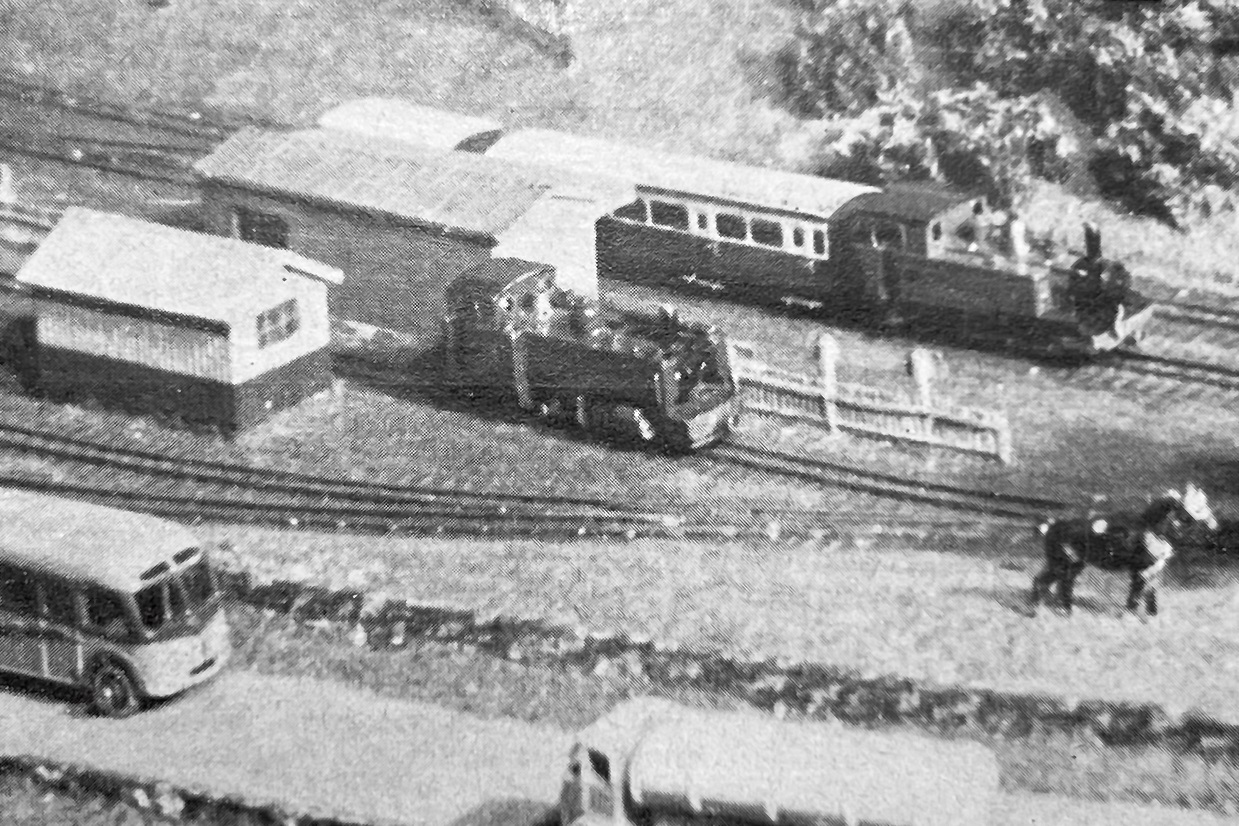
Ausschnitt der ab 1951 erbaute Modelleisenbahn-Anlage Vale of Penwal Railway im Maßstab von rund 1:152 (2 mm scale) mit einer Spurweite von 4 mm

In den folgenden Jahren erschienen Artikel in der Modellbaupresse, in denen die Bemühungen einer Reihe von 2 mm Scale Pionieren beschrieben wurden. Alles musste selbst gebaut werden, auch die Motoren und Räder. In der zweiten Hälfte der 1940er Jahre änderte sich die Situation dank der Bemühungen von H. B. Whall, der einen Katalog mit einer Reihe von Komponenten herausbrachte, darunter einen fünfpoligen Motor für 12 Volt Gleichspannung und fertigen Modellen, die er selbst herstellte. Über die genaue Modell-Spurweite zur Nachbildung der Normalspur in der Nenngröße 000 waren sich die Modellbauer damals noch nicht einig, alle belegbaren Spurweiten lagen aber um 9 mm.
1946 beginnt Professor R. W. G. Bryant mit dem Bau seiner Anlage „Inversnecky and Drambule Railway“ in Nenngröße 000 und schließt die Arbeiten um 1953 ab. Sie zeigt mit „Drambuie Junction“ Abschnitten einer Nebenstrecke der Highland Railway um 1910. Diese Anlage existiert noch in großen Teilen und gehört heute dem „National Railway Museum“ in York (England).
Ende des Jahres 1951 wird der Bau einer größeren britischen Schmalspurbahn-Anlage in der Nenngröße 000 mit einer Modell-Spurweite von 4 mm begonnen. Der Bau wird nach mehreren Jahren abgeschlossen.
Der Durchbruch blieb vorerst aus. Die Nenngröße 000 (2 mm Scale) war vorerst eine Nenngröße der Modellbauer. Wohl setzte sich in Großbritannien der Maßstab 1:152,4 (2 mm Scale) durch. Die Modell-Spurweiten waren aber uneinheitlich.

### Ära der Großserienhersteller

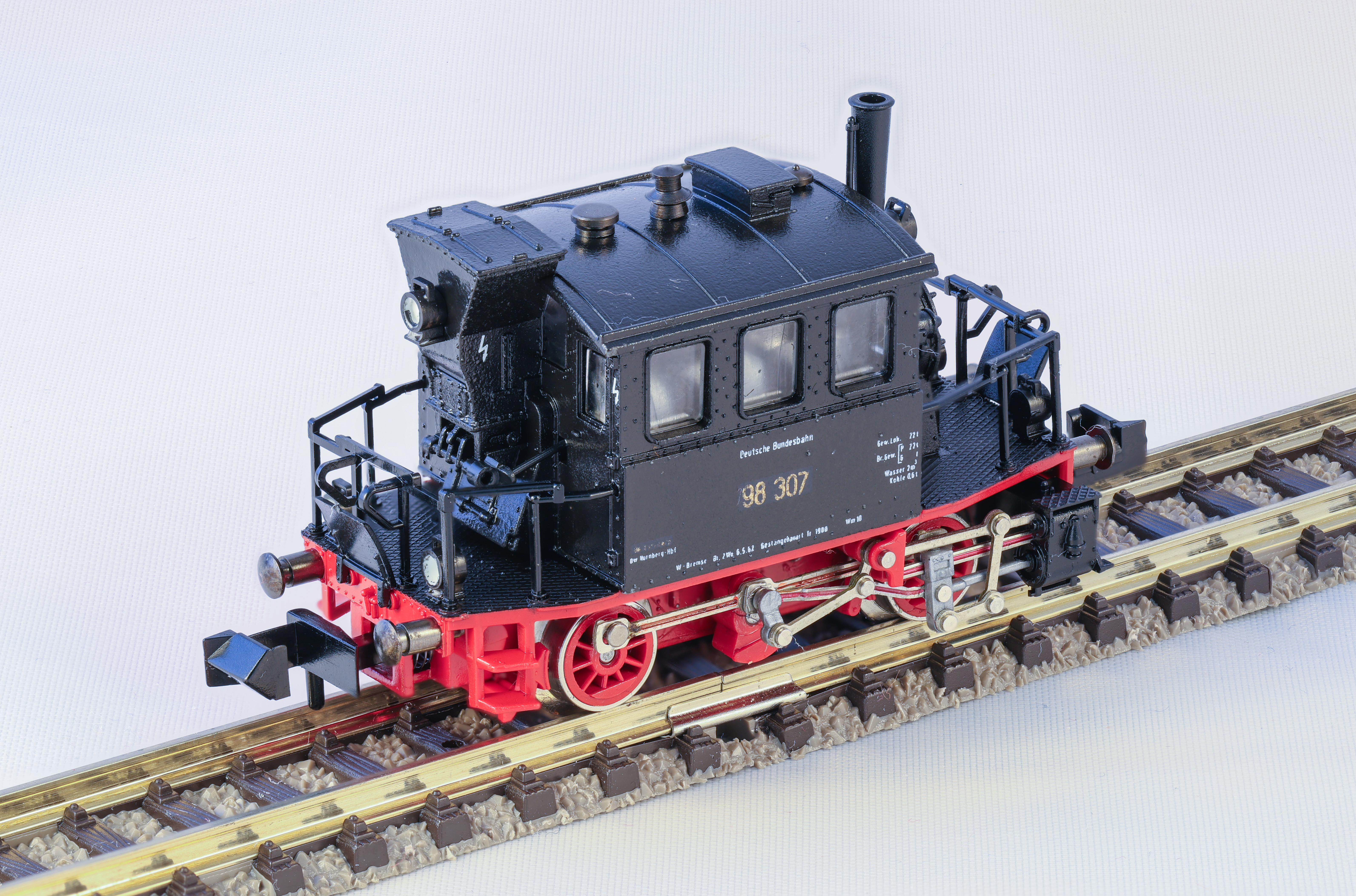
Minitrix Modelleisenbahn Lokmotive mit der Kupplung nach einem Rokal Patent und einer NEM Norm von der Seite

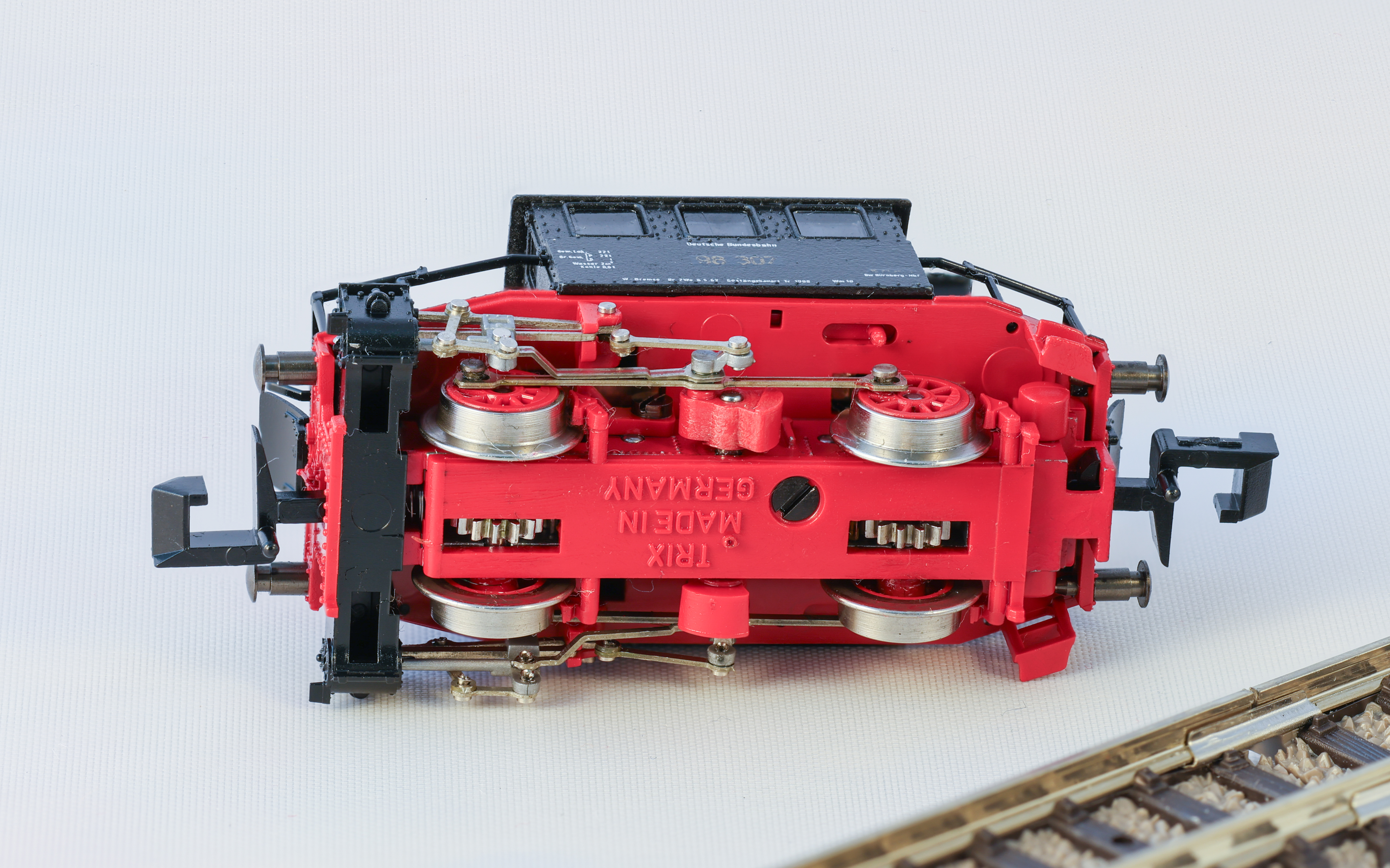
Minitrix Modelleisenbahn Lokmotive mit der Kupplung nach einem Rokal Patent und einer NEM Norm von unten

1947 kommt Bewegung in die Angelegenheit der Modelleisenbahnen mit einer kleinen Spurweite: Die Uhrenfabrik Staiger im Schwarzwald bringt die Mignon-Spielzeugbahn auf den Markt, eine elektrische Modelleisenbahn im Maßstab 1:140 mit einer Spurweite 10 mm, gefertigt in der französischen Besatzungszone für den französischen Markt. Hobbytjänst aus Stockholm, Schweden, bringt unter dem Markennamen Mikro Trains eine Modelleisenbahn im Maßstab 1:152 mit einer Spurweite 10 mm auf den Markt und nennt sie Spur HOO für Halb 00. Cappa aus Italien kommt auf den Markt (1947 oder spätestens 1948). Dabei handelt es sich um eine Modelleisenbahn im Maßstab von 1:150 mit einer Spurweite 10 mm. Betrieben wird die Modelleisenbahn mit 6 Volt Gleichspannung, gefahren wird auf einem Dreileier-Mittelleiter-Gleissystem ähnlich wie dies später auch Ibertren aus Spanien im Angebot für die Spur N hatte. Ferrovie Elettriche in Miniatura (FEM, veraltet F. E. M. abgekürzt) bringt unter dem Markennamen Lilliput 000 eine Modelleisenbahn im Maßstab 1:172 und einer Spurweite von 8 mm heraus. Die Miniaturbahn fährt auf Blechgeleisen und braucht eine Oberleitung mit 20 Volt Wechselstrom bei einer Frequenz von 50 Herz.
1948 auf der Messe in Hannover wird eine elektrische Modelleisenbahn im Maßstab von 1:180 mit einer Spurweite von 8 mm vorgestellt. Die sogenannte Kersting-Bahn von den Kersting-Modellbauwerkstätten die allerdings nie in die Serienproduktion. Modelleisenbahnen mit einer Spurweite von 8 mm werden seither als Spur K bezeichnet, wobei der Buchstabe K für Kersting steht.
1952 stellt Steiger die Produktion der Mignon-Spielzeugbahn wieder ein.

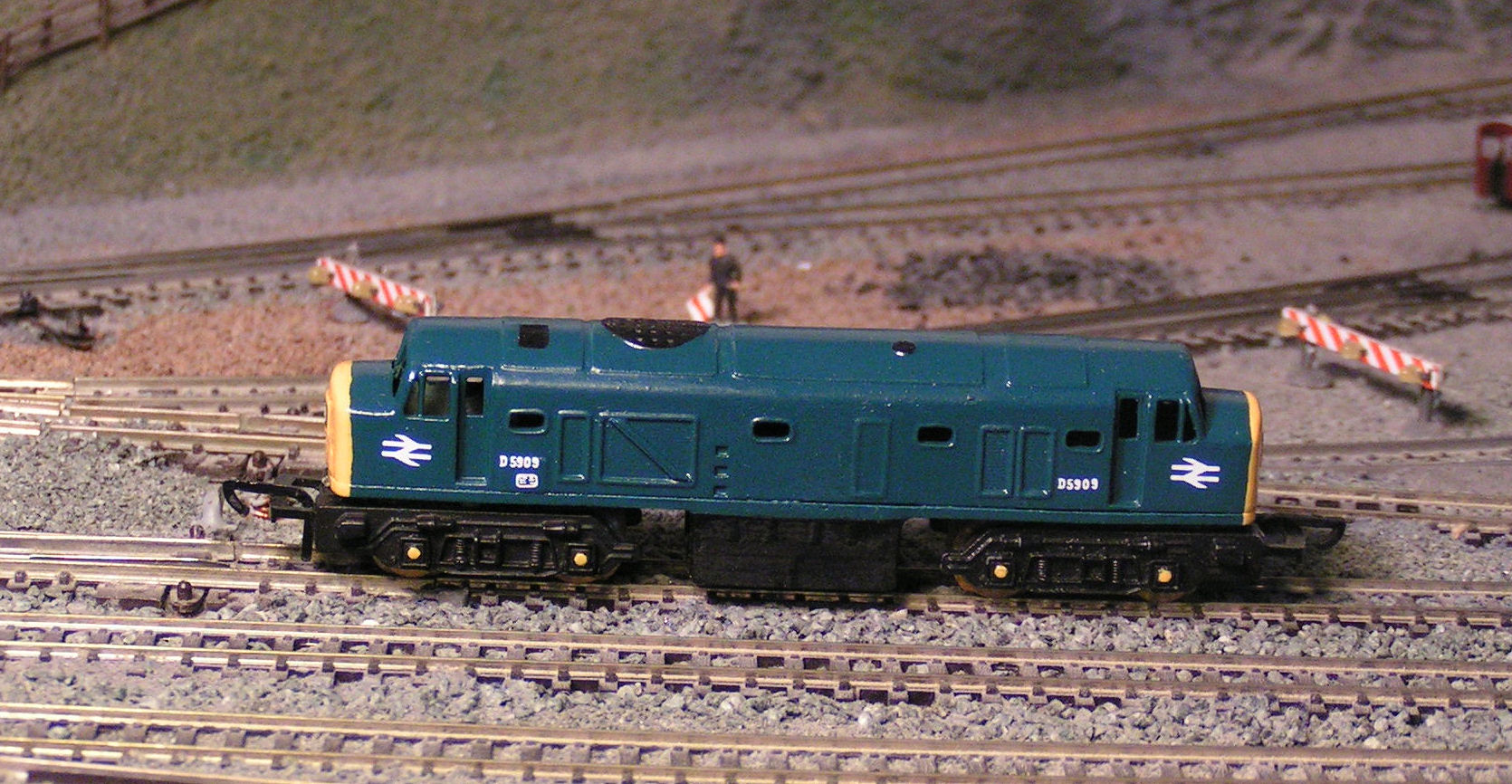
Unmotorisierte Lone Star British Rail Class 23 Baby Deltic Lokomotive im Maßstab von rund 1:152.

1957 bringt Die Cast Machine Tools aus Großbritannien unter dem Markennamen Lone Star eine unmotorisierte Spielzeugeisenbahn bestehend aus Fahrzeugen mit Druckguss-Gehäusen und Kunststoffrädern auf den Markt, inklusive einem Gleissystem aus grauem Kunststoffschienen mit Gleisböschung, dies in der Nenngröße 000 mit einem Maßstab von 1:152 und mit einer Modell-Spurweite von 8,25 mm. Dieser Maßstab ist die Hälfte vom gerundeten Maßstab 1:76 der in Großbritannien verbreiteten Nenngröße 00. Die Modell-Spurweite ist genau die Hälfte von 16,5 mm der in Großbritannien üblichen Spur 00 der Nenngröße 00 oder der in Kontinentaleuropa üblichen Spur H0 der Nenngröße H0.
1958 entwickelte Trix Rollmodelle im Maßstab 1:180, allerdings ohne passendes Gleissystem, und vertreibt diese ab 1959 unter dem Markennamen „Minitrix“, umgangssprachlich „Schiebetrix“ genannt, über mehrere Jahre. Diese Schiebetrix Fahrzeugmodelle werden aus Kapazitätsgründen anfänglich bei der Firma K. Arnold in Nürnberg hergestellt.
1960 wird die Britischen N Gauge Society gegründet. H. B. Whall war der erste Präsident der Vereinigung.
Die Casting Machine Tools führt 1960 unter dem Markennamen Treble-0-Lectric elektrisch angetriebene Lokomotiven in der Nenngröße 000 mit auf 9 mm vergrößerter Spurweite ein. Äußerlich unveränderte Modelle die vorher unter dem Markennamen Lone Star vertrieben wurden, werden nun mit 12 Volt Gleichspannungsmotoren über ein Gummiband angetrieben, ähnlich wie bei den Spur H0 Lokomotiven von Gégé. Die Casting Machine Tools fertig dazu ein passendes Wagensortiment, Gleissystem und entsprechendes Zubehör (Vollsortimenthersteller). Die Modell-Spurweite von 9 mm ist genau die Hälfte von 18 mm der in Großbritannien üblichen Spur EM (EM gauge, Eighteen Millimetre) der Nenngröße 00.
1962 an der Spielwarenmesse 1962 präsentierte die Firma K. Arnold aus Nürnberg seine eigene Modelleisenbahn unter dem Markennamen Arnold Rapido im Maßstab von 1:160 mit einer Modell-Spurweite von 9 mm, nachdem zuvor unter dem Markennamen Arnold Rapido 200 im Jahre 1960 eine Modelleisenbahn im Maßstab 1:200 auch mit einer Modell-Spurweite von 9 mm auf den Markt kam. Das Arnold Rapido 200 anfänglich auf Gleisen mit einer Spurweite von 8 mm gefahren sein soll ist ein Mythos und widerlegt.
1964 wurde die Modelleisenbahn im Maßstab von 1:160 mit der Modell-Spurweite von 9 mm in die Normen Europäischer Modellbahnen, in die Norm NEM 010 Maßstäbe, Nenngrößen, Spurweiten des Verbands der Modelleisenbahner und Eisenbahnfreunde Europas (MOROP) nachgetragen, und erhielt die Bezeichnung Spur N, da die Zahl Neun für die Spur N in vielen Sprachen mit einem N beginnt (N gauge, Nine millimetre). Ebenso wurde im selben Jahr eine von Arnold initiierte standardisierter Kupplungskopf, eine Klauenkupplung, basierend auf einem Patent der Spur TT Klauenkupplung der Firma Rokal in der Norm NEM 356 Kupplungskopf für Nenngröße N festgelegt, die es erlaubt Fahrzeuge aller Hersteller ohne Umbau in einer Zugkomposition gemeinsam einzusetzen. Damit waren bereits 1964 die wesentlichen Punkte wie Maßstab, Spurweite, Stromsystem und die erwähnte Kupplung zwischen den kontinentaleuropäischen Modelleisenbahn-Herstellern vereinheitlicht.
Dieses sehr frühe festlegen der relevanten Kenndaten der Spur N und den nun vorhandenen technischen Möglichkeiten der Großserienhersteller führte innert wenigen Jahren zu einem Boom der Nenngröße N mit der Spur N, da ein großer Teil der damaligen Modelleisenbahn-Hersteller mit einem entsprechenden Programm als Vollsortimenthersteller, als Fahrzeughersteller (Kleinserienhersteller) und als Zubehörherstellen am neuen aufstrebenden Marktsegment teilhaben wollten. Dies waren damals in den 1960er Jahren beispielsweise Tomix (Japan). Trix mit dem Markennamen Minitrix, Piko, Fleischmann mit dem Markennamen Fleischmann Piccolo und Röwa (alle Deutschland). Lima und Rivarossi (beide Italien) sowie Ibertren (Spanien).
Dies führte zu einer raschen weltweiten Verbreitung, wobei auch gewissen regionale Eigenheiten sehr früh festgelegt wurden und sich die Modelleisenbahnhersteller weitgehend nach wie vor daran halten. So gilt in Japan für die Spur N und dessen Kapspurmodelle der Maßstab von 1:150. Die britischen Modellbauer verfolgten den bereits in den 1920er Jahren begonnenen Weg mit dem Maßstab von 1:152,4 (2 mm scale) fort, wobei auch sehr früh noch der Maßstab von 1:148 (Britisch N gauge, 2 1/16 mm scale) der britischen Großserienhersteller dazu kam.
2013 zeigte KATO auf der Nürnberger Spielwarenmesse einen Glacier Express in dem in Japan für Kapspurmodelle üblichen Maßstab von 1:150 für die Spur N, mit einer Modellspurweite von 9 mm.

## Spurweiten

### Kontinentaleuropa
Für die Nenngröße N sind in Kontinentaleuropa im Maßstab 1:160 in den Normen Europäischer Modellbahnen (NEM) die folgende Modell-Spurweiten festgelegt:
| Spur | Bezeichnung | Modell-Spurweite | Vorbild-Spurweite          | Verwendung bei Vorbild-Spurweiten |
| ---- | ----------- | ---------------- | -------------------------- | --------------------------------- |
| N    | Normalspur  | 9 mm             | 1435 mm                    | von 1250 mm bis 1700 mm           |
| Nm   | Meterspur   | 6,5 mm           | 1000 mm                    | von 850 mm bis < 1250 mm          |
| Ne   | Schmalspur  | 4,5 mm           | 0750 mm, 760 mm und 800 mm | von 650 mm bis < 850 mm           |

- Ni (Nf): Die Modell-Spurweite von 3,75 mm (Feld- und Industrie-Vorbildspurweiten von 400–650 mm) ist nicht genormt, sondern durch die Firma Railino erstmals definiert. Diese Modell-Spurweite wird nur von Kleinserienherstellern produziert.

### Nordamerika
Für die Nenngröße N sind in Nordamerika im Maßstab 1:160 in den Normen der National Model Railroad Association (NMRA) die folgende Modell-Spurweiten festgelegt:
| Spur | Bezeichnung | Modell-Spurweite | Vorbild-Spurweite       |
| ---- | ----------- | ---------------- | ----------------------- |
| N    | Normalspur  | 9 mm             | 1435 mm (4 Fuß 8½ Zoll) |
| Nn3  | Schmalspur  | 6,5 mm           | 0914 mm (3 Fuß)         |
| Nn2  | Schmalspur  | 4,5 mm           | 0762 mm (2½ Fuß)        |

## Maßstabsabweichungen
Abweichend von der internationalen Norm beträgt der Maßstab der Nenngröße N in Großbritannien 1:148 und in Japan 1:150. Die Normalspur wird dabei ebenfalls mit einer Modell-Spurweite von 9 mm nachgebildet.

## Hersteller (Auswahl)
- Arnold (D) (seit 1962)
- Bachmann (China)
- Brawa (D) (seit 1994)
- Brekina (D)
- Electrotren (E)
- Fleischmann (D) (seit 1969)
- Graham Farish (GB) (seit 1970)
- Hobbytrain seit 1981; zunächst in (A), nach Übernahme d. Lemke in (D)
- Ibertren (E) (1973–1992; seit 2008)
- KATO (J) (seit 1965)
- Lematec (früher Lemaco) (CH)
- Lima (I) (1966–1987)
- Peco (GB)
- Piko (DDR) (1964–1990), (D) (seit 1990)
- Rivarossi (I) (seit 1969)
- Roco (A) (1975–2008)
- Röwa (D) (1969–1972, dann Übernahme des N-Sortiments durch Trix)
- TOMIX (J) (seit 1976, Maßstab hier etwas größer)
- Minitrix (D) (seit 1964)